# میرزا علی‌خان
میرزا علی‌خان (شوش)، روستایی از توابع بخش مرکزی شهرستان شوش در استان خوزستان ایران است.

## جمعیت
این روستا در دهستان حسین‌آباد (شوش) قرار دارد و براساس سرشماری مرکز آمار ایران در سال ۱۳۸۵، جمعیت آن ۴۱۷ نفر (۶۵خانوار) بوده‌است.